# Born-Oppenheimer-approksimationen
Born-Oppenheimer-approksimationen bruges til at gøre det lettere at løse Schrödinger-ligningen for et system af flere elektroner og atomkerner såsom molekyler. I approksimationen anvendes det, at elektronerne har meget mindre masse end atomkernerne. Atomkernerne regnes derfor som stationære, mens elektronernes tilstande findes. Derefter bruges det resulterende gennemsnit for elektronerne til at løse Schrödinger-ligningen for atomkernerne. I Born-Oppenheimer-approksimationen behandles elektroner og atomkerner altså separat.

## Formulering
Schrödinger-ligningen for et system af {\displaystyle N} elektroner og {\displaystyle M} atomkerner har en Hamilton-operator {\displaystyle {\hat {H}}} givet ved en sum af de kinetiske og potentielle energier:
{\displaystyle {\hat {H}}={\hat {T}}_{\mathrm {elek} }+{\hat {T}}_{\mathrm {kerne} }+{\hat {V}}_{\mathrm {elek-elek} }+{\hat {V}}_{\mathrm {kerne-kerne} }+{\hat {V}}_{\mathrm {elek-kerne} }}
Første led {\displaystyle {\hat {T}}_{\mathrm {elek} }} er elektronernes kinetiske energi, {\displaystyle {\hat {T}}_{\mathrm {kerne} }} er atomkernernes kinetiske energi, {\displaystyle {\hat {V}}_{\mathrm {elek-elek} }} er elektron-elektron-frastødning, {\displaystyle {\hat {V}}_{\mathrm {kerne-kerne} }} er atomkerne-atomkerne-frastødning, mens {\displaystyle {\hat {V}}_{\mathrm {elek-kerne} }} er elektron-atomkerne-tiltrækning. Skrevet fuldt ud repræsenteres alle interaktionerne med Coulomb-potentialer:
{\displaystyle {\hat {H}}=-{\frac {\hbar ^{2}}{2m_{\mathrm {e} }}}\sum _{i}^{N}\nabla _{i}^{2}-{\frac {\hbar ^{2}}{2}}\sum _{p}^{M}{\frac {1}{m_{p}}}\nabla _{p}^{2}-{\frac {e^{2}}{4\pi \varepsilon _{0}}}\sum _{i}^{N}\sum _{p}^{M}{\frac {Z_{p}}{r_{ip}}}+{\frac {e^{2}}{4\pi \varepsilon _{0}}}\sum _{i}^{N}\sum _{j>i}^{N}{\frac {1}{r_{ij}}}+{\frac {e^{2}}{4\pi \varepsilon _{0}}}\sum _{p}^{M}\sum _{q>p}^{M}{\frac {Z_{p}Z_{q}}{r_{pq}}}}
Jf. Born-Oppenheimer-approksimationen antages det nu, at atomkernerne ikke bevæger sig. Det kinetiske led bliver derfor nul, mens kernernes interne afstand {\displaystyle r_{pq}} bliver konstant. Således er {\displaystyle {\hat {V}}_{\mathrm {kerne-kerne} }} konstant og kan udelades fra Hamilton-operatoren uden fysisk betydning. Tilbage står der nu en Hamilton-operator {\displaystyle {\hat {H}}_{\mathrm {elek} }}, der kun beskriver elektronerne:
{\displaystyle {\hat {H}}_{\mathrm {elek} }=-{\frac {\hbar ^{2}}{2m_{\mathrm {e} }}}\sum _{i}^{N}\nabla _{i}^{2}-{\frac {e^{2}}{4\pi \varepsilon _{0}}}\sum _{i}^{N}\sum _{p}^{M}{\frac {Z_{p}}{r_{ip}}}+{\frac {e^{2}}{4\pi \varepsilon _{0}}}\sum _{i}^{N}\sum _{j>i}^{N}{\frac {1}{r_{ij}}}}
Den elektroniske Schrödinger-ligning
{\displaystyle {\hat {H}}_{\mathrm {elek} }\left|\psi _{\mathrm {elek} }\right\rangle =E_{\mathrm {elek} }\left|\psi _{\mathrm {elek} }\right\rangle }
kan da løses for at finde elektronernes tilstande. Energien {\displaystyle E_{\mathrm {elek} }} er en gennemsnitlig forventningsværdi for Hamilton-operatoren:
{\displaystyle \left\langle H_{\mathrm {elek} }\right\rangle =\left\langle \psi _{\mathrm {elek} }\right|{\hat {H}}_{\mathrm {elek} }\left|\psi _{\mathrm {elek} }\right\rangle =E_{\mathrm {elek} }}
Da elektronerne bevæger sig meget hurtigere end atomkernerne, giver det mening at erstatte disse led i Hamilton-operatoren med et gennemsnit. Atomkernerne befinder sig derved i et effektivt potentiale dannet af den fundne energi {\displaystyle E_{\mathrm {elek} }} samt atomkerne-atomkerne-potentialet:
{\displaystyle V_{\mathrm {kerne} }=E_{\mathrm {elek} }+{\frac {e^{2}}{4\pi \varepsilon _{0}}}\sum _{p}^{M}\sum _{q>p}^{M}{\frac {Z_{p}Z_{q}}{r_{pq}}}}
Schrödinger-ligningen for kernerne er derfor:
{\displaystyle \left(-{\frac {\hbar ^{2}}{2}}\sum _{p}^{M}{\frac {1}{m_{p}}}\nabla _{p}^{2}+V_{\mathrm {kerne} }\right)\left|\psi _{\mathrm {kerne} }\right\rangle =E_{\mathrm {kerne} }\left|\psi _{\mathrm {kerne} }\right\rangle }
Ved at finde elektronernes tilstand kan atomkernernes tilstande altså efterfølgende også findes. Løsningerne kan kombineres som et produkt:
{\displaystyle \left|\psi \right\rangle =\left|\psi \right\rangle _{\mathrm {kerne} }\left|\psi \right\rangle _{\mathrm {elek} }}
Dermed er hele systemet løst.